# Cattedrale de La Laguna

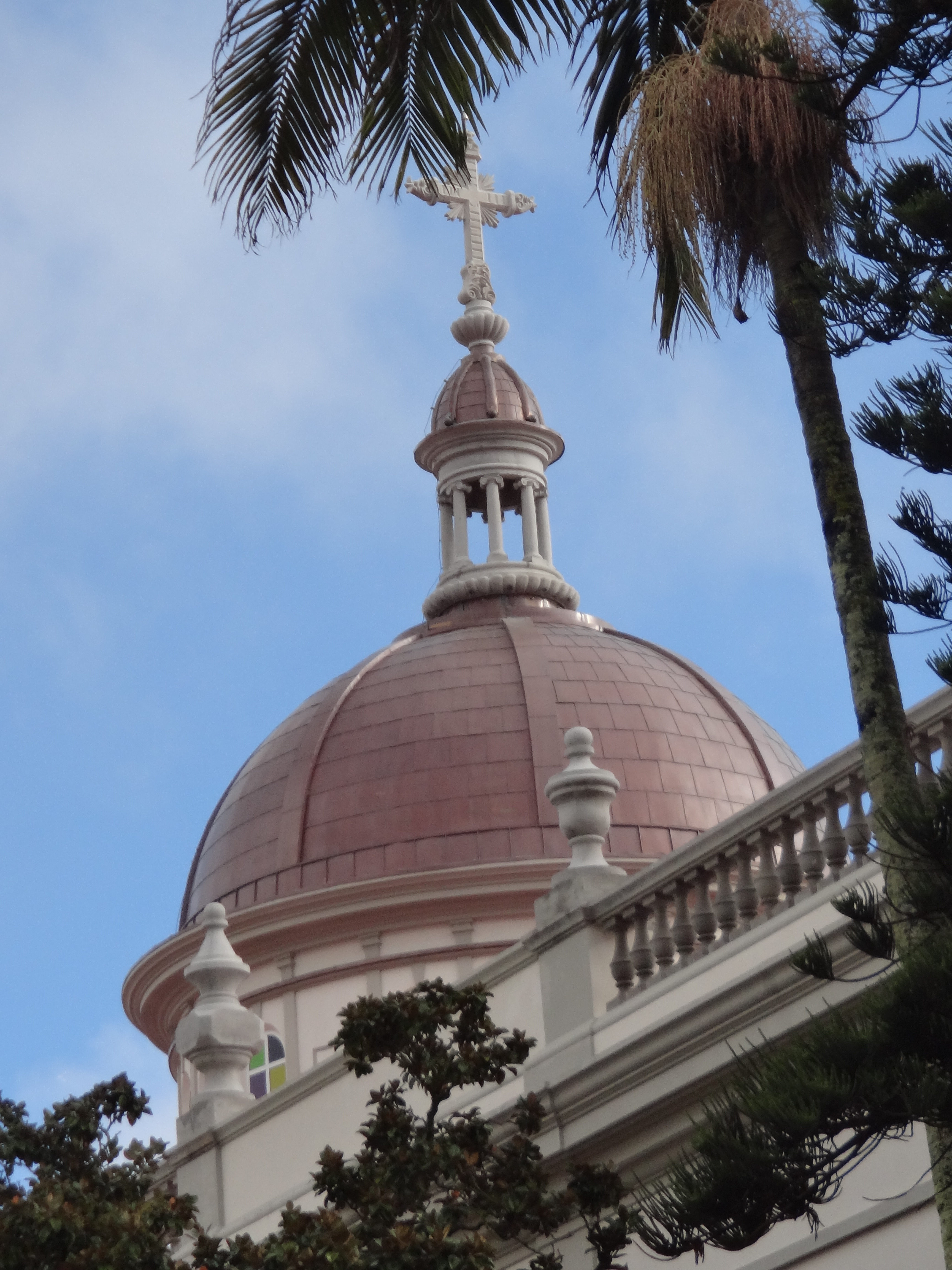
La cupola.

La cattedrale de La Laguna o cattedrale di Nostra Signora dei Rimedi è un luogo di culto cattolico del centro storico di San Cristóbal de La Laguna a Tenerife (isole Canarie, Spagna), città dichiarata nel 1999 patrimonio dell'umanità dall'UNESCO.
La cattedrale è una delle chiese più importanti delle isole Canarie nonché sede della Diocesi di San Cristóbal de La Laguna, suffraganea dell'arcidiocesi di Siviglia ed è dedicata alla Vergine dei Rimedi, patrona sia della diocesi, che della città come anche dell'intera isola di Tenerife. È quindi in cui la sede episcopale del vescovo di questa diocesi, attualmente occupato dal vescovo Eloy Alberto Santiago Santiago.
In essa sono conservati i resti di Alonso Fernández de Lugo, detto El Adelantado, conquistatore dell'isola e fondatore della città. Gli elementi più rappresentativi della cattedrale sono la facciata neoclassica, che s'ispira alla cattedrale di Pamplona, e la cupola, punto emergente nel panorama cittadino. Nel 1983 la cattedrale è stata dichiarata dalle autorità spagnole monumento storico-artistico nazionale.

## Storia

### Le prime costruzioni (1515-1820)
Nel 1511 fu eretta nel luogo dell'attuale cattedrale (Plaza de Fray Albino) una cappella dedicata alla Madonna del parto. È stato costruito per ordine del conquistatore dell'isola, Alonso Fernández de Lugo. Ci sono indicazioni che in questo luogo vi fosse una necropoli Guanci. È noto anche che l'intera valle di Aguere (dove la città si estende ora) e soprattutto il grande lago che era in questo luogo, era un luogo di pellegrinaggio per gli aborigeni dell'isola.
Il 26 marzo 1515 il Consiglio comunale (Cabildo) di San Cristóbal de la Laguna con l'approvazione del vescovo Fernando de Arce e del Adelantado, Alonso Fernández de Lugo, decise di sostituire la cappella con una chiesa che sarebbe stata dedicata alla Nostra Signora dei Rimedi. L'edificio, ad una navata realizzato nello stile canario mudejar ed avente dimensioni di circa 27 m x 16 m di larghezza, venne completato nel 1522 con orientamento leggermente spostato verso est/sud-est rispetto al tradizionalmente esatto allineamento lungo l'asse est/ovest.
Su 7 aprile 1534 fu battezzato in questa chiesa San Giuseppe Anchieta, missionario nato nella città di La Laguna e fondatore della città di San Paolo e uno dei fondatori di Rio de Janeiro, sia in Brasile. Proprio la cattedrale è il santuario diocesano del santo nelle isole Canarie.
Nei secoli seguenti l'edificio subì continui ampliamenti:
- nel 1590 vennero realizzate due navate laterali;
- all'inizio del XVII secolo si iniziò la costruzione di una torre campanaria che nel 1656 divenne il campanile più elevato dell'intera isola; ma già nel 1691, diventata pericolante, la torre dovette essere sostituita da una costruzione più bassa;
- a metà del XVIII secolo l'edificio venne allungato dalla parte dell'abside, creando il deambulatorio e nel contempo la copertura delle navate laterali venne elevata così da essere equiparata a quella della navata principale;
- nel 1749 si decise di costruire la cupola in corrispondenza del capocroce, quel settore della navata centrale che si incrocia con il transetto;
- lungo le navate laterali vennero create delle cappelle, così che si ebbero due ulteriori corpi di fabbrica, più bassi;
- nel 1751 venne incorporata nella torre campanaria un orologio di fabbricazione inglese.

All'inizio del XIX secolo, sia la torre che la facciata principale erano nuovamente sul punto di crollare. Furono dunque ricostruite grazie all'intervento finanziario di due dei fratelli Bencomo, ecclesiastici nati a La Laguna che discendevano dagli ultimi Guanci di Taoro, uno dei nove regni guanci dell'isola di Tenerife.
Cristóbal Bencomo y Rodríguez (1758–1835) era stato prima insegnante e poi confessore del re Ferdinando VII di Spagna. Papa Pio VII lo nominò arcivescovo titolare dell'Arcidiocesi di Eraclea di Europa.
Pedro José Bencomo y Rodríguez (1749–1828) era un canonico, decano del capitolo della cattedrale della diocesi delle Isole Canarie. Quando venne fondata la diocesi di Tenerife egli la guidò come vicario capitolare fino alla nomina del vescovo.
Un terzo fratello, Santiago Bencomo y Rodríguez (1754–1818) era membro del capitolo a Las Palmas de Gran Canaria.
I fratelli Bencomo affidarono a Juan Nepomuceno Verdugo Dapelo e Pedro Díaz la rielaborazione dei disegni della facciata della cattedrale di Pamplona, progettata nel 1783 dall'architetto Ventura Rodríguez, per adattarli al contesto locale e all'esistente edificio.
Contemporaneamente si decise anche di innalzare ulteriormente tutte le navate, sia quella principale che le due laterali. I lavori iniziarono nel gennaio 1813 e la prima torre venne completata il 15 dicembre 1824. La costruzione così realizzata è quella che ancor oggi è la facciata principale del tempio con le due torri campanarie.
Nel frattempo, nel 1819, l'unica diocesi delle Canarie venne divisa in due: una per le isole orientali (Gran Canaria, Fuerteventura e Lanzarote) che mantenne la precedente sede di Las Palmas e una nuova diocesi per le isole occidentali (Tenerife, La Palma, La Gomera e El Hierro) la cui sede è appunto la cattedrale de La Laguna, come stabilito dalla bolla papale del 21 dicembre 1819. Fu così deciso perché a quel tempo capoluogo dell'isola era La Laguna. Quando poi la capitale fu spostata a Santa Cruz de Tenerife, la sede episcopale rimase comunque a La Laguna.
Nel ottenendo il titolo di cattedrale e della creazione della Diocesi che ha avuto un importante ruolo di prete Cristóbal Bencomo y Rodríguez, confessore del re Ferdinando VII di Spagna e arcivescovo di Eraclea di Europa. La sua tomba è ora nel presbiterio della Cattedrale di La Laguna.

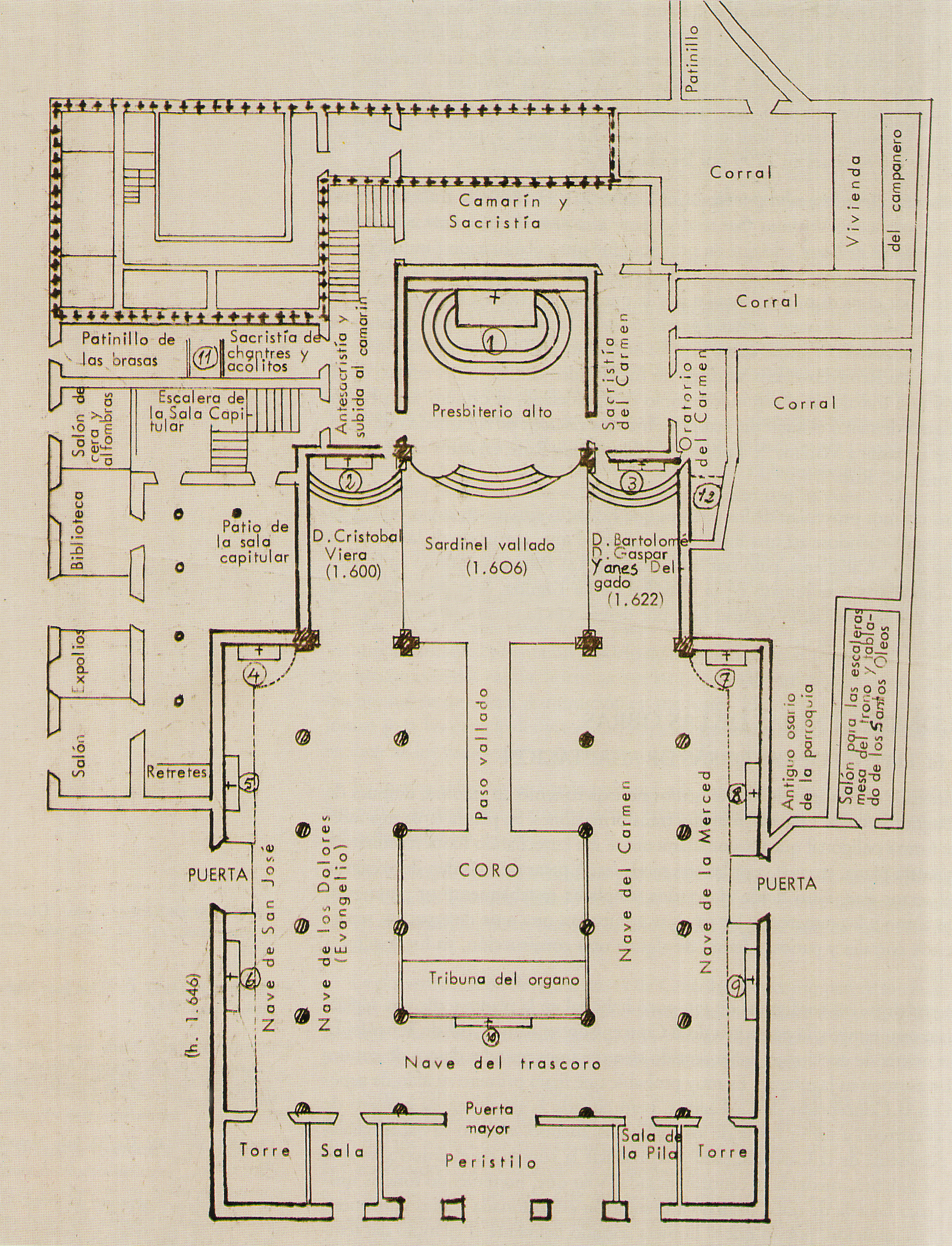
Pianta della chiesa nel periodo 1809-1905.

### Ulteriori modifiche e rifacimenti (1820–2014)
Intorno alla metà del XIX secolo la lunghezza della navata principale e delle due laterali era di 45,56 m con una larghezza di 6,90 m per ciascuna di esse. La copertura era sostenuta da 26 colonne. I due corpi laterali dove erano state realizzate le cappelle erano lunghi 35,32 m e larghi 6,00 m.
A causa delle molteplici alterazioni ed estensioni realizzate spesso un po' 'a casaccio, alla fine del XIX secolo cominciarono a manifestarsi crepe nei muri e i supporti delle volte a crocciera e del tetto risultarono in parte spostati.
In particolare la costruzione della cupola condizionò la statica dei muri portanti, dato che non si era provveduto a rafforzarli. La situazione peggiorò ulteriormente quando nel 1826 si succedettero in breve tempo un terremoto e poi un periodo di forti piogge. Notevoli furono i danni arrecati all'edificio, danni ulteriormente aggravati da riparazioni improvvisate e insufficienti tanto che nel 1897 la chiesa venne dichiarata inagibile e la sede episcopale venne spostata per i successivi sedici anni alla chiesa dell'ex convento degli Agostiniani.
Dopo che alcuni progetti di restauro della chiesa si dimostrarono economicamente impraticabili, fu deciso di ricostruire la chiesa ex novo.
Il 26 aprile 1905, cioè dopo otto anni dacché la chiesa era inagibile, si iniziarono le operazioni di demolizione che non riguardarono tuttavia la facciata principale con le due torri. Il pavimento di marmo, gli scanni del coro, il pulpito, gli altari e gli addobbi vennero preventivamente rimossi e posti al sicuro.
Il progetto della nuova costruzione fu affidato a José Rodrigo de Vallabriga y Peraza de Ayala, presidente dell'Ordine degli ingegneri.
Molteplici furono gli apporti finanziari:
- alcuni altari di altre chiese di Tenerife furono venduti così come molti dei preziosi ornamenti delle statue sacre;
- molte furono anche le donazioni, sia locali che dall'estero e non solo in denaro ma anche in prestazioni d'opera; ad esempio l'Azienda tramviaria di Tenerife si offrì di trasportare gratuitamente tutte le materie prime necessarie al cantiere;
- l'allora vescovo, Nicolas Rey Redondo attinse al suo personale patrimonio per coprire un terzo dell'importo complessivo.[13]

Fu lo stesso vescovo Nicolas Rey Redondo ad inaugurare la nuova cattedrale il 6 settembre 1913. L'esterno venne eseguito sulla falsariga della facciata, cioè in uno stile neoclassico. L'interno invece segue piuttosto i canoni dello stile neogotico, grazie in particolare alle verticali vetrate dell'abside, alle slanciate colonne, alla presenza del deambulatorio, in continuazione con le navate laterali, e alle volte a crociera.
L'intera struttura fu realizzata in cemento armato, materiale alquanto insolito per una chiesa a quei tempi.
Nel 1915 venne realizzato il lato destro del transetto adibendolo a cappella dove fu posta la pala della patrona Nostra Signora dei Rimedi. La cappella viene tuttora utilizzata per le cerimonie religiose parrocchiali.
Purtroppo nel 1950 si registrarono infiltrazioni d'acqua dalle volte, i cui danni vennero in parte sanati. Ma un ulteriore problema nacque dalla cattiva esecuzione del cemento armato per la realizzazione del quale era stata usata sabbia estratta dalla spiaggia, quindi ricca di sali che alla lunga causarono la corrosione dell'armatura metallica. Siccome parti della copertura continuavano a staccarsi e a cadere, si fu costretti nel 2002 a chiudere la chiesa e a trasferire la sede episcopale alla Chiesa della Concezione, l'originaria chiesa parrocchiale della città.
Dopo approfondite indagini fu deciso di tagliare orizzontalmente l'intera costruzione all'altezza dei capitelli delle colonne. La parte superiore delle mura esterne e delle colonne, le volte a crociera e la cupola vennero demolite e rifatte utilizzando calcestruzzo armato con fibra di vetro e reti di polipropilene. L'intera copertura, che si compone di 53 volte a crociera e della cupola alta 41,5 m, è stata poi impermeabilizzata e ricoperta con lastre di rame.
L'apice di ogni crociera presenta un'apertura circolare che consente alla luce esterna di penetrare e illuminare l'interno del tempio. La cupola poggia su un elevato tamburo dotato di ampie vetrate colorate ed è sormontata da una lanterna e un grande crocifisso in cemento armato..
La cattedrale venne riaperta al culto il 31 gennaio 2014. Alla cerimonia di riapertura hanno presenziato i due vescovi delle isole Canarie, i vicari generali di entrambe le diocesi, membri dei capitoli delle cattedrali, sacerdoti provenienti da tutte le isole, autorità civili e militari.

## Gli interni
Nella cattedrale si trovano retabli di grande bellezza e vi sono conservate le reliquie dei santi martiri Aurelio de Córdoba, Faustino, Venusto e Amado de Nusco, un pezzo della veste di san Fernando e un osso di san Giacomo il Minore. Ma i punti salienti sono le reliquie dei due santi delle Isole Canarie, Pedro de San José de Bethencourt e José de Anchieta, entrambi nati sull'isola di Tenerife.

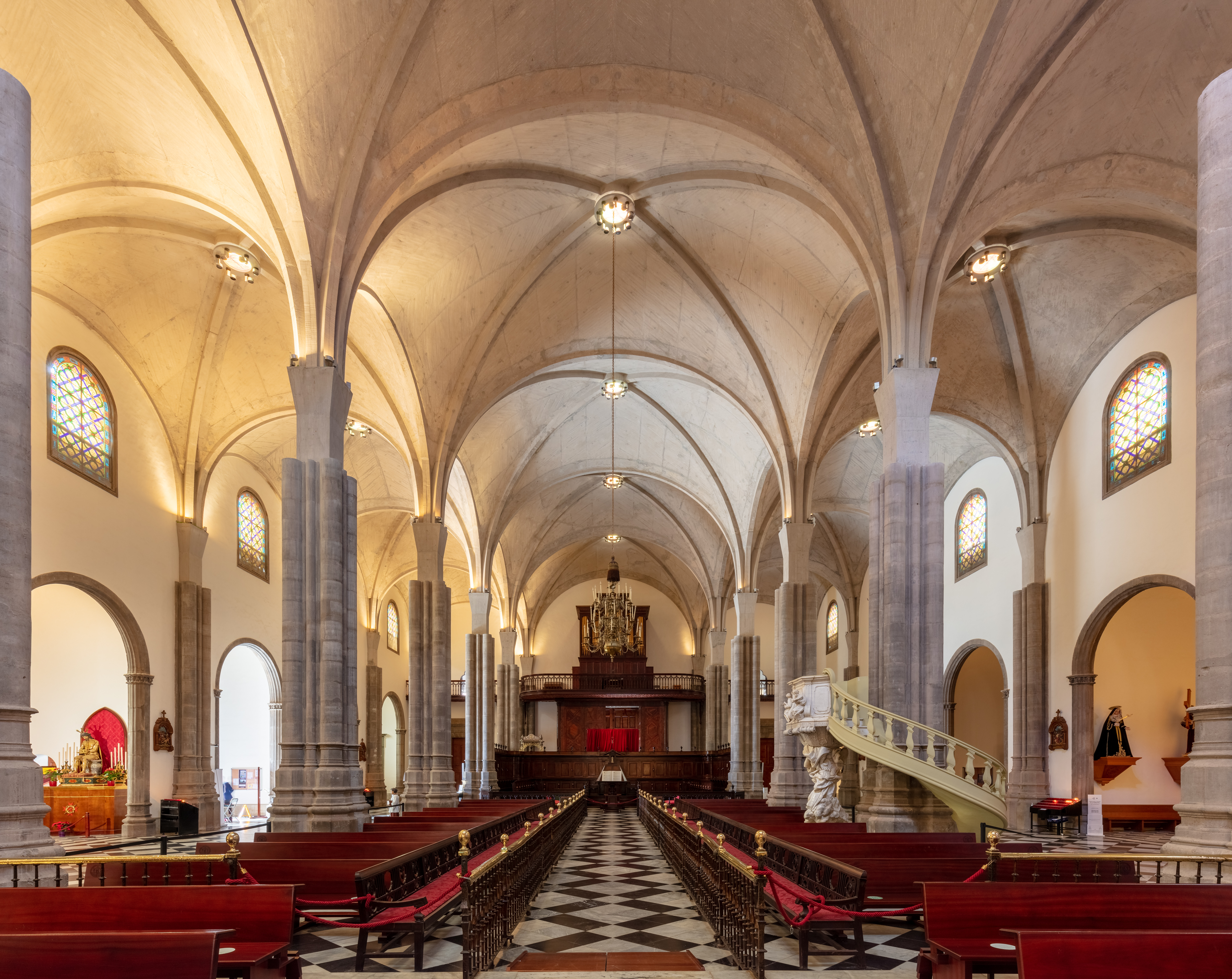
Interno della cattedrale.

Uno dei più grandi tesori della cattedrale è il pulpito in marmo di Carrara scolpito a Genova da Pasquale Bocciardo, la miglior opera in marmo delle isole Canarie.
All'interno del tempio va sottolineata la presenza della pala della Vergine de los Remedios, che si trova in una cappella del transetto di destra (la parte sinistra del transetto è mancante) ed è il più grande retablo delle isole Canarie. La pala che è stata realizzata in uno stile pesantemente baroccheggiante nella prima metà del XVIII secolo, comprende sette tavole di Hendrick van Balen che ebbe come allievi Antoon van Dyck e Frans Snyders. La scultura della Vergine riccamente vestita è posta su un piedistallo in un incavo centrale conformato a mo' di baldacchino "illuminato" da un sole centrale in oro; una mezzaluna d'oro è posta ai piedi della Madonna. Subito sotto alla statua della Vergine è situato un crocifisso che ripete in miniatura la ben più grande scultura del Cristo de los Remedios posto sopra al tabernacolo di marmo dell'altare maggiore, il quale, a sua volta, è iconograficamente il gemello del Cristo de La Laguna che si trova nell'omonimo santuario.
Il Cristo legato alla colonna, opera dello scultore genovese Pietro Galleano, si trova in una delle cappelle laterali sin dalla sua inaugurazione nel 1756.
Il retablo de Le anime del Purgatorio, un dipinto dalle ragguardevoli dimensioni di 500 cm x 395 cm realizzato nel 1717 dal pittore Cristóbal Hernández de Quintana, nativo de La Orotava nella stessa isola di Tenerife, è posto di fronte alla pala della Vergine de los Remedios, nel transetto monco di sinistra. Alla sommità del retablo è incastonata la figura di Sant'Agata.
L'altare maggiore è opera di José Miguel Luján Pérez.

## Case Capitolare e Museo delle Icone
Le Case Capitolare sono la sede del Capitolo della Cattedrale, vale a dire, il Capitolo dei Canonici, che costituiscono la società di sacerdoti responsabili per soddisfare il culto della cattedrale e le sue attività religiose e culturali. L'edificio è un edificio tradizionale delle Canarie del XVIII secolo, annesso alla costruzione della cattedrale.
Ospita il Museo delle Icone, che contiene la più grande collezione di icone bizantine di Spagna, con 160 pezzi originali che in gran parte sono circa 300 anni fa. Queste opere d'arte sono di proprietà del vescovado di Tenerife e provengono per lo più da paesi come la Russia, la Romania, Jugoslavia, Italia e Grecia. Questi pezzi sono venuti a Tenerife grazie a donazioni private per il vescovato o dal mercante e che sono arrivati nelle Isole Canarie.
La Cattedrale di La Laguna è l'unico posto al mondo in cui coesistono i due principali rami del cristianesimo nello stesso edificio. Raccogliendo in una chiesa cattolica, ortodosse opere d'arte.
D'altra parte, il tesoro della Cattedrale di La Laguna copre un periodo che va dal XVI secolo ad oggi. Mentre la maggior parte dei pezzi corrispondono ai secoli XVII e XVIII. Questo tesoro della cattedrale è il calci piazzati orafo più grande delle Isole Canarie, tra i quali due candelabri d'argento sono il più grande in Spagna, tra molti altri pezzi. Oltre al tesoro che comprendono sculture religiose, abiti e cappotti, ornamenti, quadri, ecc

## Galleria d'immagini

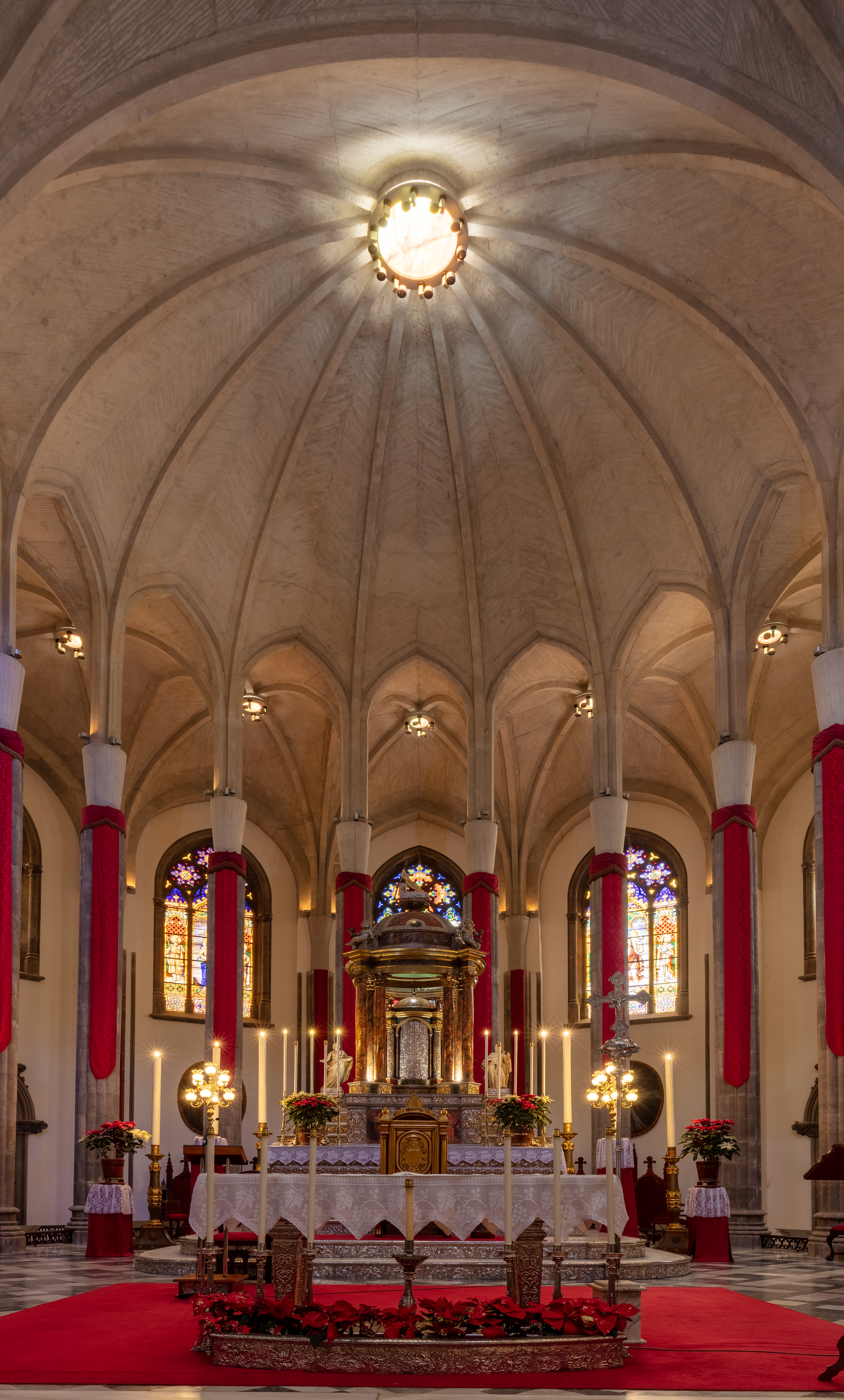
Altare maggiore.
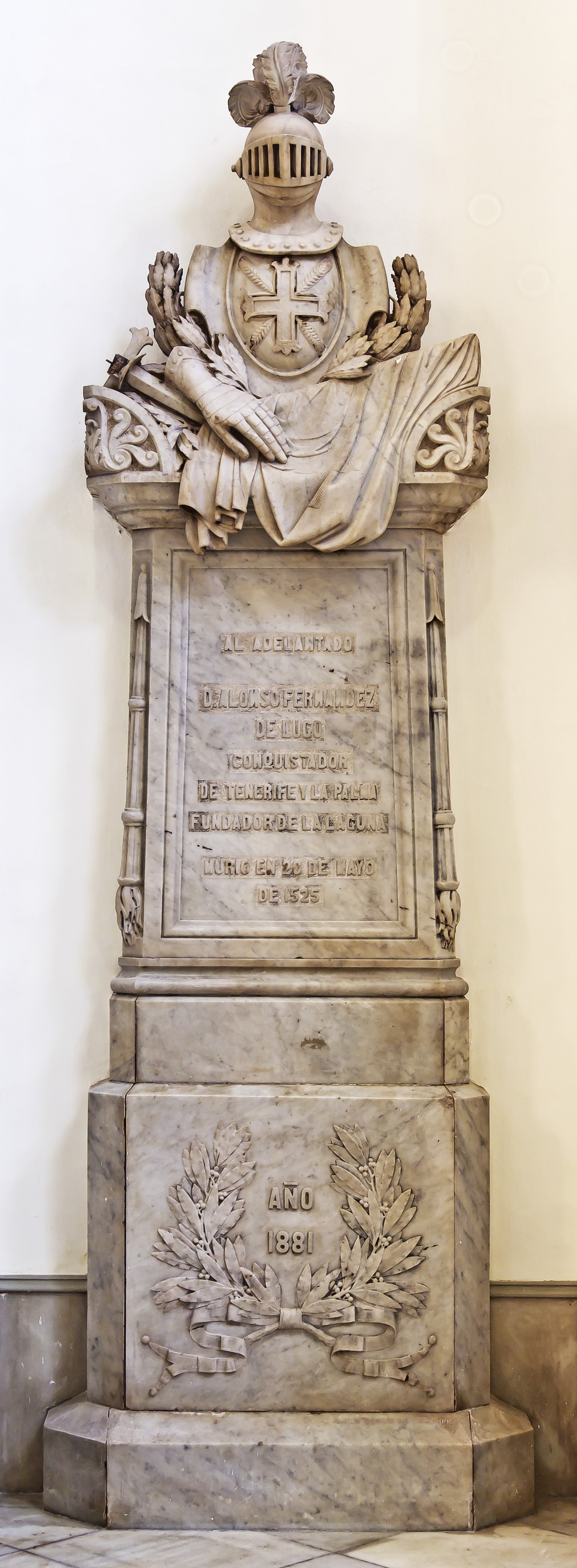
Monumento funebre di Alonso Fernández de Lugo.
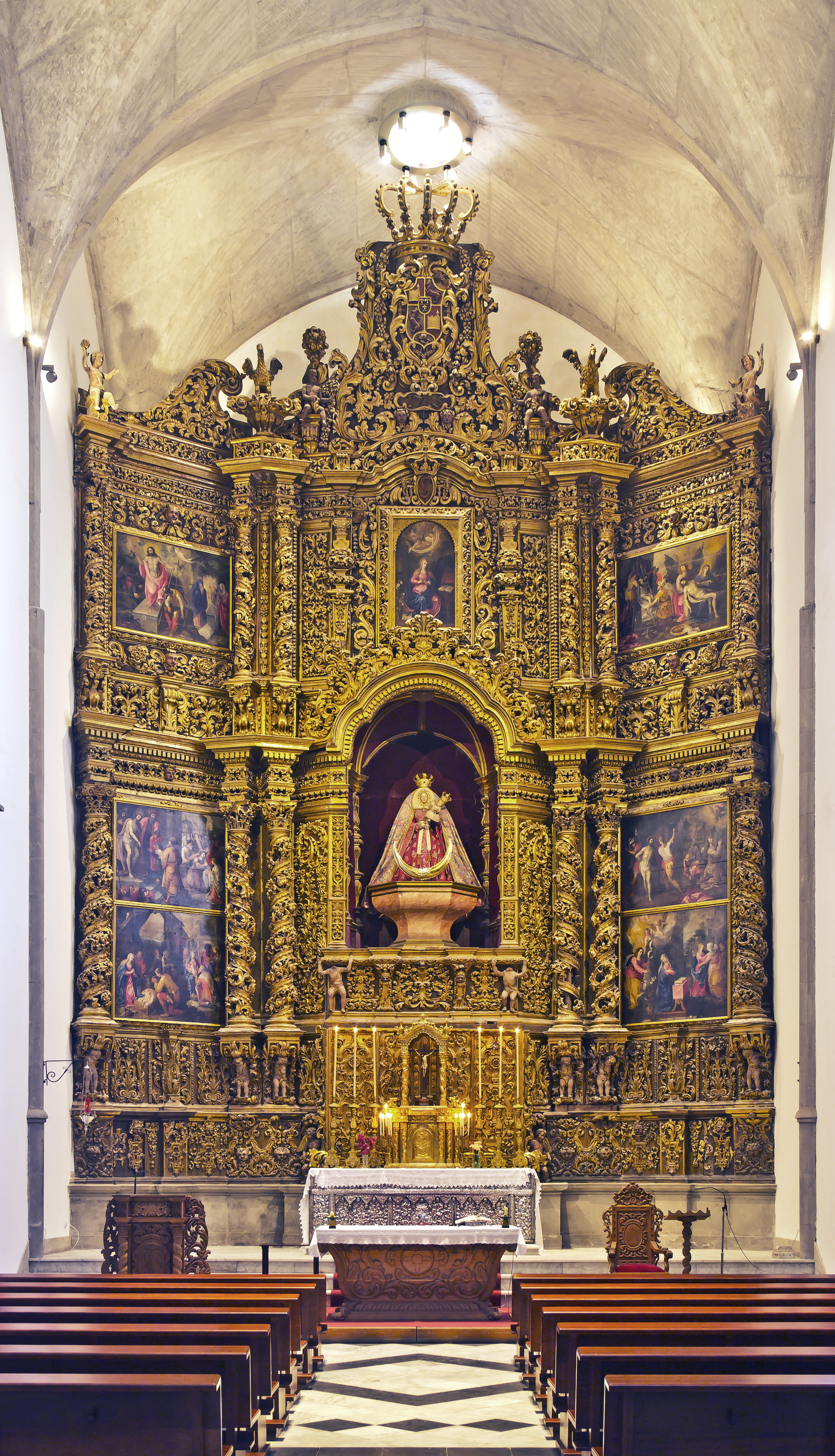
Pala della Vergine de los Remedios.
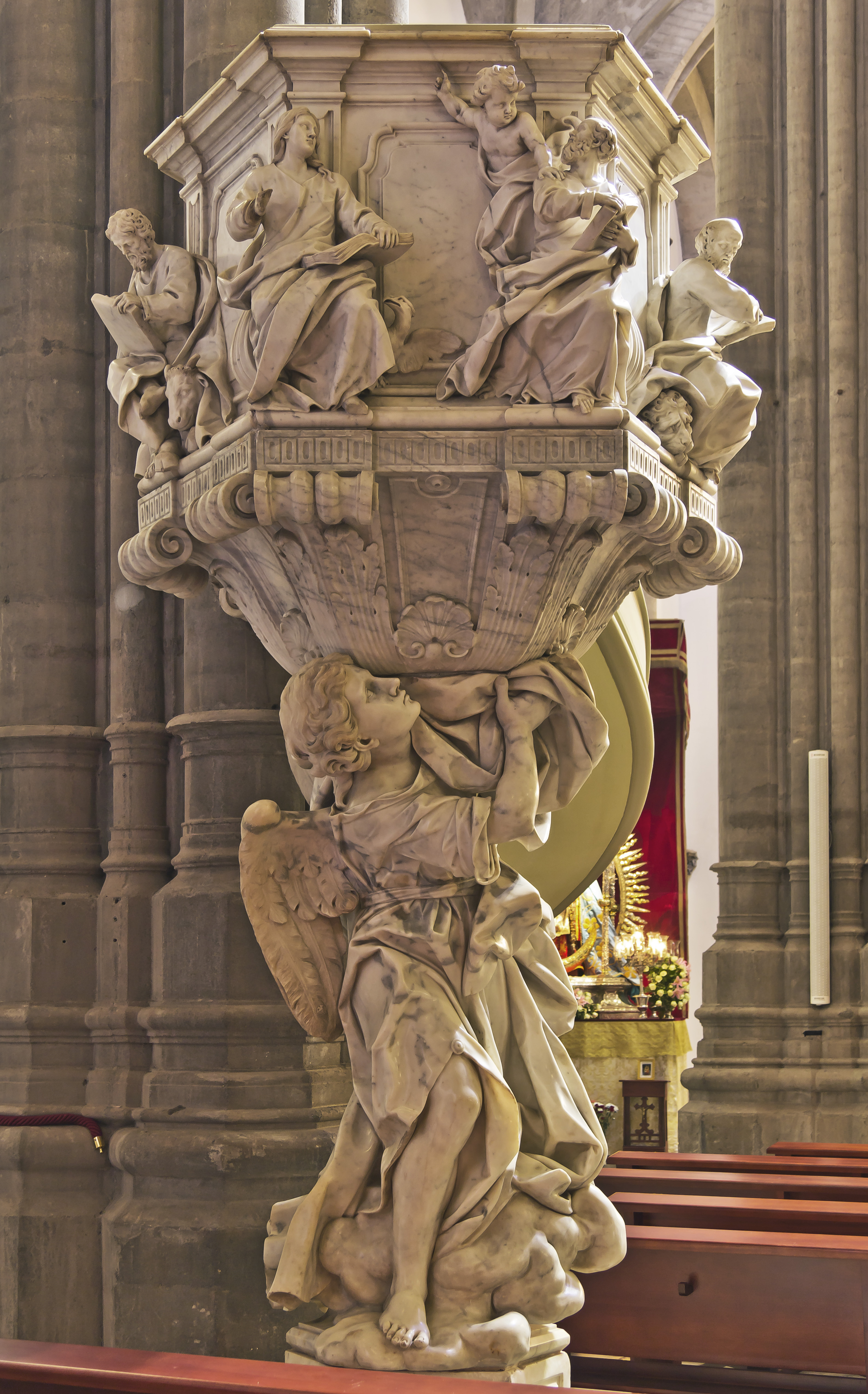
Pulpito della cattedrale, di Pasquale Bocciardo.

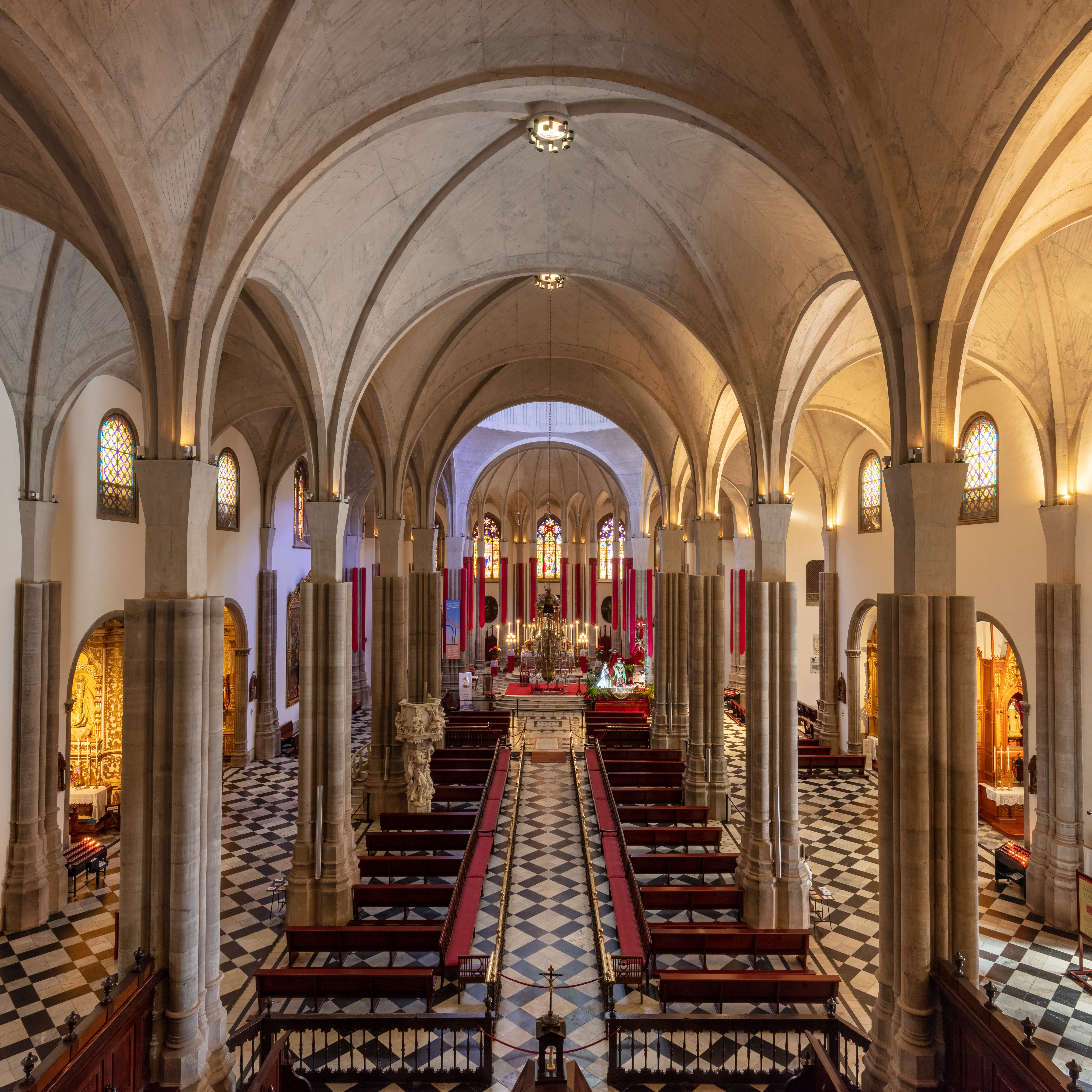
Vista generale.
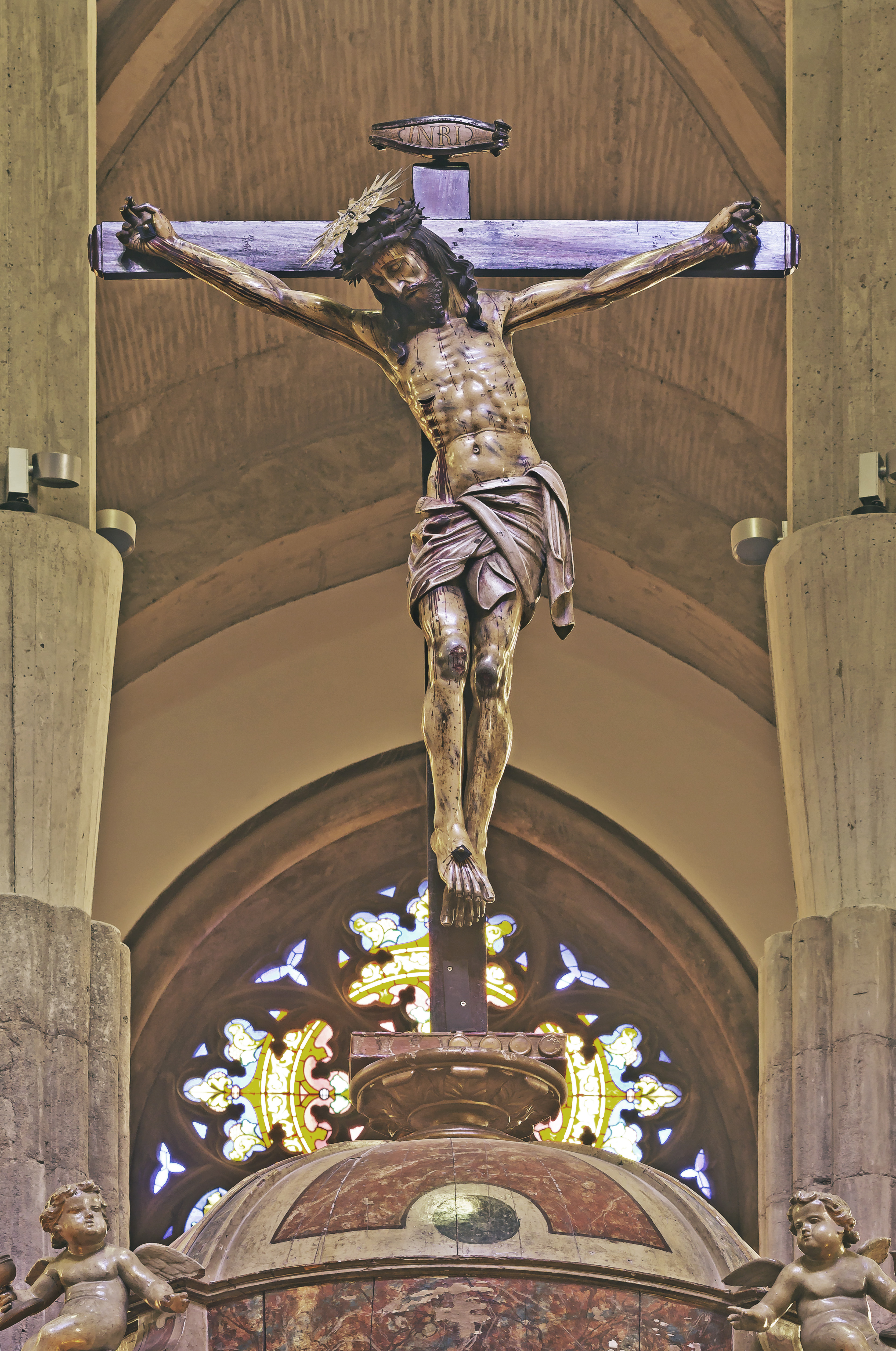
Cristo de los Remedios.
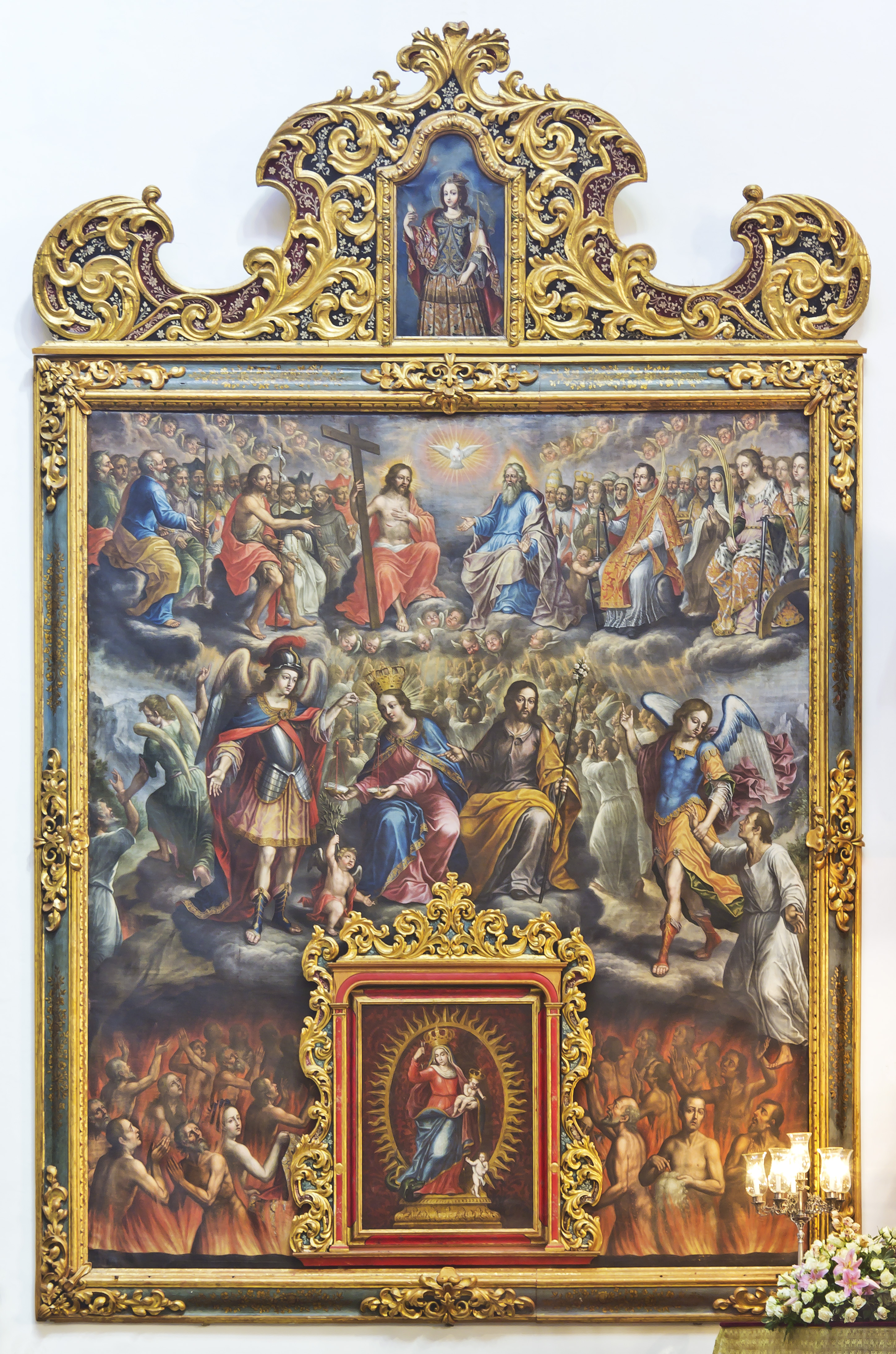
Il retablo de Le anime del Purgatorio.
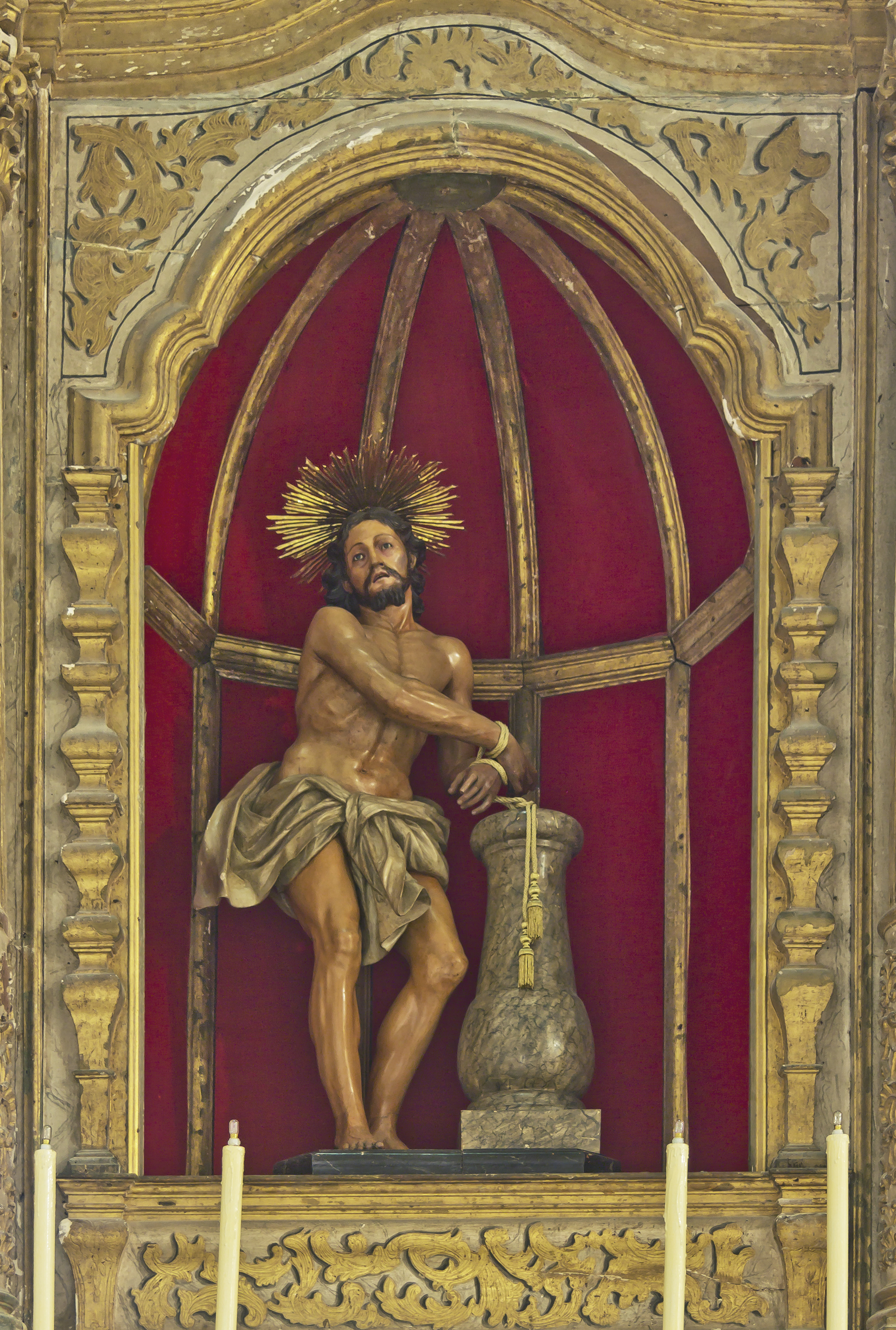
Cristo legato alla colonna di Pietro Galleano.